# Elisa Galvé

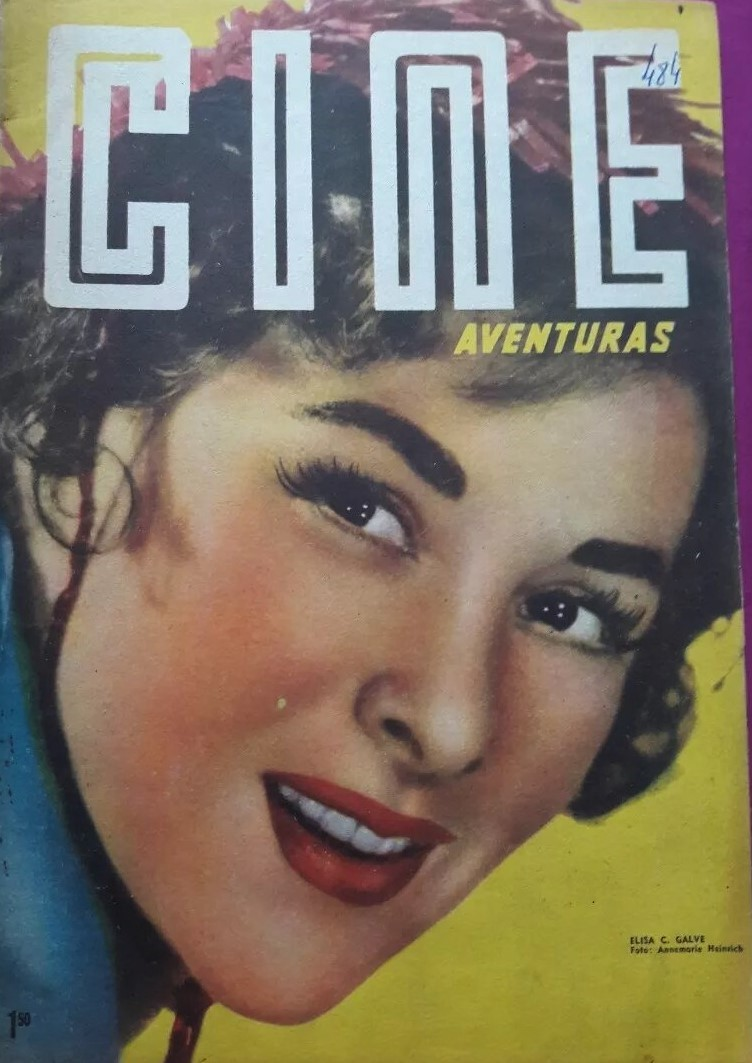
Titel von Cine Aventuras Februar 1956

Elisa Galvé (geboren als Leonora Ferrari Tedeschi am 25. Juli 1922 in Buenos Aires, Argentinien; gestorben am 20. Oktober 2000 in Rom, Italien) war eine argentinische Filmschauspielerin.

## Leben
Sie war bekannt für ihre Filmrollen in den 1940er und 1950er Jahren, im goldenen Zeitalter des argentinischen Kinos. Ihr Filmdebüt gab sie 1939 mit dem Film Caras argentinas. 1966 trat sie zum letzten Mal in einem Film, Dos en el mundo, auf. Insgesamt spielte sie in 31 Filmen.

## Filmografie
- 1939: Caras argentinas
- 1939: Prisioneros de la tierra
- 1940: Héroes sin fama
- 1940: Cita en la frontera
- 1941: Yo quiero morir contigo
- 1942: Vacaciones en el otro mundo
- 1943: Tres hombres del río
- 1943: Juvenilia
- 1944: Cuando la primavera se equivoca
- 1944: El camino de las llamas
- 1945: Despertar a la vida
- 1947: El misterioso tío Sylas
- 1948: Chiruca
- 1948: La hostería del caballito blanco
- 1948: La gran tentación
- 1949: Fascinación
- 1951: Cartas de amor
- 1951: Mujeres en sombra
- 1952: Sala de guardia
- 1952: El gaucho y el diablo
- 1954: Misión extravagante
- 1954: Cómicos
- 1954: Días de odio
- 1954: El domador
- 1954: Siete gritos en el mar
- 1955: Embrujo en Cerros Blancos
- 1957: La bestia humana
- 1964: Aconcagua
- 1964: Sombras en el cielo
- 1966: Dos en el mundo